# Мадалене (Виченца)
Мадалене је насеље у Италији у округу Виченца, региону Венето.
Према процени из 2011. у насељу је живело 86 становника. Насеље се налази на надморској висини од 42 м.